# Jalpatagua

Jalpatagua é uma cidade da Guatemala do departamento de Jutiapa.